# Die Kinder von Windermere

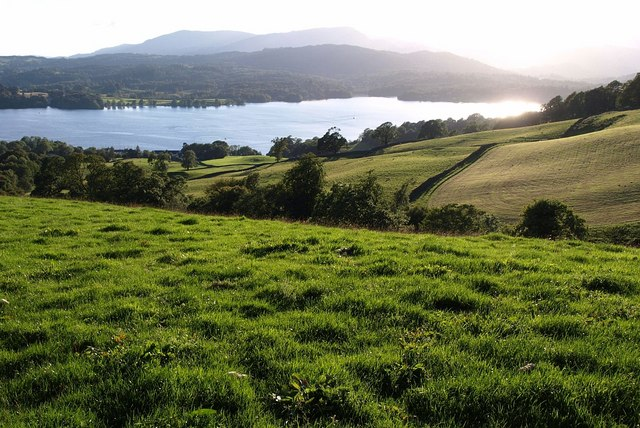
Drehort Lake Windermere

Die Kinder von Windermere (Originaltitel: The Windermere Children) ist ein britischer Fernsehfilm von Regisseur Michael Samuels aus dem Jahr 2020. Das Filmdrama beschreibt das Schicksal jüdischer Waisenkinder, die den Holocaust in Polen überlebten und für vier Monate im Ort Windermere am gleichnamigen See (Lake District, Grafschaft Cumbria, England) aufgenommen wurden.

## Handlung
Der Film beginnt mit Originalaussagen der Überlebenden im Erwachsenenalter zu ihren Gefühlen bei der Ankunft als Kinder in Windermere. Sie schildern darin ihre Unsicherheit, ihr Erstaunen über ihr Überleben und die empfundene Freiheit.
Ein Bus mit Polnisch sprechenden Kindern und Jugendlichen, die teilweise Kleidung des englischen Militärs tragen, erreicht den Ort Calgarth. Sie werden von einer Gruppe von Betreuern und freiwilligen Helfern empfangen. Unter den Kindern herrscht eine große Anspannung, weil sie erst vor wenigen Monaten aus den deutschen Konzentrationslagern befreit wurden und nicht wissen, was sie am Zielort ihrer Reise erwartet. Salek Falinower ist so verängstigt, dass er den Bus zunächst nicht verlässt.
Die Prozedur der Aufnahme macht sie sehr misstrauisch: Das Entkleiden, das Ablegen aller Wertgegenstände und die ärztliche Untersuchung erinnern sie an ihren ehemaligen Lageralltag und die Selektionen. Die Betreuer versuchen zu beschwichtigen und verweisen darauf, dass die Kleider wegen Typhus-Gefahr verbrannt werden müssen. Auf die Frage, wie er heiße, antwortet ein Junge mit seiner in Auschwitz eintätowierten Häftlingsnummer, seine Herkunft gibt er mit Otoszno, Auschwitz, Buchenwald und Theresienstadt an. Erst dann nennt er seinen Namen: Arek Hershlikovicz.
Bei der ärztlichen Untersuchung werden vielfältige Narben von Misshandlungen, schlecht verheilte Wunden und Folgen von Mangelernährung festgestellt. Chaim Olmer ist unter dem Namen eines anderen Jungen, Ephraim Minsburg, in Windermere registriert. Er drängt wiederholt darauf, dass sein richtiger Name eingetragen wird, damit seine Verwandten die Chance haben, ihn in England zu finden.
Die einfachen Häuser des ehemaligen Lagers für Arbeiter einer Fabrik, in dem die Kinder und Jugendlichen untergebracht werden, erinnern sie äußerlich an die Lagerbaracken der Konzentrationslager. Allerdings bemerken sie, dass es keine Suchscheinwerfer, keinen Elektrozaun und kein Krematorium gibt. Das Misstrauen schlägt in großes Staunen um, als jedes der Kinder ein eigenes Zimmer zur Verfügung gestellt bekommt.
Eine Gruppe von sechs drei- bis vierjährigen Jungen und Mädchen erweist sich als besonders traumatisiert: Sie hatten sich in einem Lager versteckt gehalten und von Abfällen gelebt. Obwohl sie alle ein eigenes Bett zur Verfügung haben, verlassen sie dieses und suchen die Nähe zu dem etwas älteren Mädchen Bella. Schließlich übernachten sie alle unter deren Bett.
Das Projekt wird von Oscar Friedmann geleitet, der vor seiner Emigration aus Deutschland in Berlin ein Heim für verhaltensauffällige und traumatisierte Jungen leitete. Im Gespräch mit dem Windermere-Stifter Leonard Montefiore äußert er, dass die von der britischen Regierung zugesagten vier Monate Aufenthalt für die Jugendlichen sehr kurz seien, um diese erfolgreich wiedereinzugliedern. Die Jugendlichen hätten in den Lagern vor allem das Überleben gelernt und Brot von denjenigen geraubt, die zu schwach waren, es zu verzehren.
Für Salek ist das Erwachen nach der ersten Nacht ein bemerkenswertes Ereignis: Er nimmt die Ruhe und das Vogelgezwitscher wahr und genießt es, das Lager zu verlassen und frei umherzuschweifen.
Das erste Frühstück für die Jugendlichen, vor dem Oskar Friedmann eine Ansprache hält, endet im Chaos: Nach dem Segen des Rabbi Weiss ergreifen die Kinder sämtliches Brot und verstecken es in ihren Zimmern.
Bei der Behandlung gegen Läuse kommt es zum ersten Kontakt mit den Jugendlichen des Ortes, die mit ihren Fahrrädern das Lager besuchen: Die englischen Jungen bezeichnen die polnischen Jugendlichen als Krauts, in der Annahme, dass es sich um Deutsche handelt. Ike Alterman, der als Adolf verspottet wird, geht auf einen Jungen zu und zerrt ihn in das Zelt, in dem das Läusemittel versprüht wird. Der Junge wird in seiner vollständigen Bekleidung eingesprüht und anschließend mit seinen Begleitern von Ike vom Gelände vertrieben.
Mit den zurückgelassenen Fahrrädern der Briten unternehmen die polnischen Jugendlichen eine wilde Tour in den nahegelegenen Ort. Dort lernen sie die nächsten einheimischen Jugendlichen, Mädchen des Ortes, kennen. Zwischen ihnen entspinnt sich ein Dialog, bei dem die bestehende Sprachbarriere, aber auch eine gegenseitige Neugier sichtbar wird.
Edith Lauer  unternimmt mit den sechs kleinen Kindern einen Waldspaziergang in Begleitung von Marie Paneth. Im Wald treffen sie auf eine Bewohnerin des Ortes. Als deren sehr kleiner Hund zu bellen beginnt, reißen sich die Kinder von Edith Lauer los und flüchten panisch in den Wald, in dem sie sich verstecken. Lauer verweist auf die Angst der Kinder vor Hunden im Allgemeinen, sucht und findet die Kinder schließlich. Die Hundebesitzerin echauffiert sich über die Anwesenheit der Kriegsflüchtlinge in Großbritannien und erwähnt das eigene durch den Krieg verursachte Leid, während Marie Paneth die unvorstellbaren Erlebnisse der Kinder wiedergibt.
Chaim Olmer, Icek Alterman, Ben Helfgott und Arek Hershlikovicz unterhalten sich über ihre ganz unterschiedliche Heimat in Polen, die sie mit ihren Verwandten verloren haben. Alle Kinder und Jugendlichen leiden unter schweren Albträumen und Oskar Friedmann und seine Helfer fragen sich, ob jene ihr schweres Schicksal jemals bewältigen werden: Während sie sich als Erwachsene an eine glückliche Zeit erinnern können, habe die Kinder kaum etwas anderes als den Lagerterror kennengelernt. Das Schicksal der Verwandten der Kinder erscheint als das wichtigste in ihrem Leben.
Während das Gesprächsangebot von Oskar Friedmann nicht angenommen wird, offenbaren und verarbeiten die Kinder in der von Marie Paneth angebotenen Kunsttherapie ihre erlebten Gräuel und Schrecken. Paneth ist schockiert über die erstellten Motive und schafft es kaum, sich von den Darstellungen zu distanzieren.
Die Gruppe wird von Rabbi Weiss in Englisch unterrichtet, und Jock Lawrence trainiert die Jungen in Fußball. Ben Helfgott erweist sich als untrainiert, aber sehr athletisch. Lawrence übermittelt die Einladung zu einem Freundschaftsspiel, das Oscar Friedmann wegen der geringen Spielerfahrung der Jugendlichen ablehnt.
Bei einem Spaziergang zum Eisessen in die Stadt gibt es ein weiteres Zusammentreffen mit den ortsansässigen Jungen und ihrem Anführer Malcolm. Diese zeigen den Hitlergruß, der die Flüchtlingskinder stark einschüchtert; ein Junge nässt sich auf der Straße ein. Oskar Friedmann spricht die Jungen an und klärt sie darüber auf, dass die Kinder keine Deutschen sind und ganz im Gegenteil deren Familien von Deutschen regelrecht abgeschlachtet worden sind. Er drängt die Jungen zu der Zusicherung, dass seine Schützlinge in der Stadt sicher sind.
Zwischen Sala und Arek entwickelt sich eine große Zuneigung, sie lernen zusammen die englischen Bezeichnungen für die Natur, die sie umgibt.
Ein einschneidendes Erlebnis für die gesamte Gruppe wird die Ankunft der Mitteilungen des Suchdienst des Roten Kreuzes über die vermissten Angehörigen. Fast alle erhalten Nachrichten über den Tod der engsten Verwandten.
Rabbi Weiss spricht das Kaddisch für die toten Familienmitglieder. Arek hatte gehofft, dass wenigstens ein Angehöriger seiner Familie nicht ermordet wurde. Seine Verzweiflung belastet ihn sehr und zerstört die Beziehung, die sich mittlerweile zu Sala entwickelt hat. Sala wird in dieser Situation von Marie Paneth getröstet.
Georg Lauer überlegt bei einem Spaziergang mit seiner Frau Edith, Europa zu verlassen und nach Amerika zu emigrieren, um dort eine neue berufliche Zukunft aufzubauen. Sie treffen auf der Zufahrtsstraße zum Gelände Salek, der überzeugt ist, dass trotz der schlechten Nachrichten vom Roten Kreuz zumindest sein Bruder überlebt habe.
Beim Fußballtraining gibt es eine Auseinandersetzung zwischen den Jungen und Jock Lawrence: Dessen sportlicher Drill erinnert sie an die Schikanen, die sie in den Lagern erleben mussten. Lawrence weist darauf hin, dass nach der Zeit in Windermere kaum jemand Rücksicht auf ihren Status als ehemalige Lagerhäftlinge nehmen wird. Die Jungen verweigern das weitere Training. Als Lawrence Ben Helfgott mit „Mein Sohn“ anspricht, erwidert der, dass er einzig und allein Sohn seines Vaters Mosche Helfgott sei, der auf der Flucht von einem Todesmarsch erschossen worden sei.
Die Jungen unterhalten sich über die Zeit nach ihrer Befreiung und ihre Pläne für die Zukunft: Bei ihrer Heimkehr nach Piotrków wurden Ben und sein Cousin als "dreckige Juden" beschimpft und von zwei polnischen Soldaten fast umgebracht. Die Jungen entdecken im Gespräch, dass drei von ihnen Überlebende des Zuges aus Buchenwald sind. Ben Helfgott geht davon aus, dass ihnen niemand ihre Erlebnisse während der Verfolgung glauben wird, auch wenn sie für immer die Wahrheit sagten.
Fünf Jungen organisieren ein Picknick am See und stehlen dafür Eier und Geschirr. Sie unterhalten sich über ihre Pläne, wo sie nach Windermere leben werden: Sie sprechen über Palästina und Großbritannien. Ironisch meinen sie, dass sie für Großbritannien 'zu jüdisch' aussähen und ihnen die Briten deswegen den weiteren Aufenthalt verweigern würden. Chaim verfolgen auch tagsüber Albträume wegen seiner Mutter.
Oskar Friedmann will die fünf Jungen wegen ihres Diebstahls zur Rede stellen, ruft dann aber alle Kinder und Jugendlichen des Lagers zusammen, weil auch der Hund einer Einheimischen verschwunden ist. Friedmann versichert gegen die Überzeugung der Einheimischen, den Schuldigen nicht zu bestrafen. Juliusz gibt den Hund zurück und entschuldigt sich bei der Frau. Jock Lawrence schlägt erneut ein Freundschaftsspiel gegen die einheimische Jugendmannschaft vor. Während des Spiels taucht ein Motorradfahrer auf, der sich als Saleks Bruder herausstellt, welcher tatsächlich überlebt hat.
Der Film schließt mit Aufnahmen der echten Kinder von Windermere als Erwachsene, die am Ufer des Sees stehen und aufs Wasser blicken. Der weitere Lebensweg der einzelnen Protagonisten wird als Text eingeblendet.

## Hintergrund
Nach dem Ende des Zweiten Weltkrieges organisierte der britische Autor und Philanthrop Leonard Montefiore, Großneffe von Moses Montefiore, die Aufnahme von 1000 Displaced Persons im Kindes- und Jugendalter, welche die Konzentrationslager überlebt hatten. Er überzeugte dazu die britische Regierung im Auftrag des Committee for the Care of Children from Concentration Camps (Komitee zur Betreuung von Kindern aus Konzentrationslagern), das die Zusage für 1000 Kinder erhielt. Tatsächlich wurden 732 Personen in Großbritannien aufgenommen, von denen nur 80 Mädchen waren.
Am Morgen des 14. August 1945 wurden die Kinder und Jugendlichen mit zehn umgebauten Stirling-Bombern von Prag aus zur Luftwaffenbasis der Royal Air Force in Crosby-on-Eden bei Carlisle gebracht.
Dort wurden die Kinder und Jugendlichen zwischen drei und fünfzehn Jahren registriert und anschließend mit Bussen nach Windermere gebracht, wo sie von Leonard Montefiore persönlich begrüßt wurden.
Für die Unterbringung in Windermere entschied man sich, weil der Ort ruhig und abgelegen war.
Die Unterbringung der Kinder erfolgte in den Baracken des Flugzeugwerks Short Sunderland, das im Krieg zum Schutz gegen Bombardierungen nach Windermere verlegt worden war.

### Dokumentation
Zu der filmischen Bearbeitung erfolgte bei ZDF-History eine Dokumentation über die Aktion von Montefiore und den Helfern. In dieser sind in historischen Aufnahmen Beteiligte wie Arek Hersh, Ike Alterman, Ben Helfgott, Chaim Olmer, Bela Rosenthal (heute  Joanna Millan) und Sam Laskier zu sehen, wie sie u. a. in Prag ein Flugzeug der RAF besteigen. In der Die Kinder von Windermere – Die Dokumentation genannten Sendung kommen auch Helfer wie der RAF-Offizier Norman Shepherd, die österreichische Malerin und Psychoanalytikerin Marie Paneth und andere zu Wort.

## Rezeption
Am Film wird gelobt, dass er über das Schicksal der überlebenden Kinder des Holocaust nicht dokumentarisch berichtet, sondern an ihr Schicksal durch persönliche Geschichten erinnert:

„Neben ihm (Thomas Kretschmann) beeindruckt der gesamteuropäische Jugendlichencast am nachhaltigsten. Innerhalb des Gedenkprogramms, das zurzeit im Fernsehen an die Befreiung des Lagers Auschwitz erinnert, trägt er nicht weniger zur Aufklärung bei als die Dokumentationen, die aus der Hölle berichten.“

Daneben wird in der Filmkritik hervorgehoben, dass die Geschichte der Kinder und ihrer engagierten Betreuer nicht in drastischen Bildern dargestellt wird, sondern zurückhaltend besonders im Schauspiel der Jugendlichen gezeichnet wird:

„Emotionales, aber sehr dezent und taktvoll inszeniertes (Fernseh-)Historiendrama, das die damaligen Wohltäter würdigt, vor allem eine Gruppe 13- bis 17-Jähriger der schwer Gezeichneten in den Mittelpunkt stellt. Der Film versucht nicht, das erlebte Grauen zu bebildern, sondern konzentriert sich auf das bewegende Schauspiel der jungen Akteure.“